# Chris Greenacre
Chris Greenacre (23 de diciembre de 1977 en Wakefield) es un exfutbolista inglés que se desempeñaba como delantero y actual técnico del Wellington Phoenix Reserves.

## Carrera
Debutó en 1995 en el Manchester City FC, donde no tuvo mucha continuidad, siendo cedido a préstamo en varias ocasiones. En el año 2000 fue vendido al Mansfield Town, luego pasó al Stoke City en 2002 y finalmente al Tranmere Rovers en 2005 antes de ser transferido al Wellington Phoenix en 2009, donde oficialmente finalizó su carrera en el año 2012, convirtiéndose en ayudante de campo, aunque fue el principal encargar del club en 2013 luego de la renuncia de Ricki Herbert hasta la posterior contratación de Ernie Merrick. En 2017 se hizo cargo del elenco filial del club wellingtoniano, el Wellington Phoenix Reserves.

### Clubes como jugador
| Club                          | País          | Año         | Partidos | Goles |
| ----------------------------- | ------------- | ----------- | -------- | ----- |
| Manchester City Football Club | Inglaterra    | 1995 - 2000 | 5        | 1     |
| Cardiff City (a préstamo)     | Gales         | 1997        | 11       | 2     |
| Blackpool FC (a préstamo)     | Inglaterra    | 1998        | 4        | 0     |
| Scarborough FC (a préstamo)   | Inglaterra    | 1998 - 1999 | 12       | 2     |
| Mansfield Town (a préstamo)   | Inglaterra    | 1999 - 2000 | 10       | 5     |
| Mansfield Town Football Club  | Inglaterra    | 2000 - 2002 | 111      | 44    |
| Stoke City Football Club      | Inglaterra    | 2002 - 2005 | 75       | 7     |
| Tranmere Rovers Football Club | Inglaterra    | 2005 - 2009 | 142      | 46    |
| Wellington Phoenix            | Nueva Zelanda | 2009 - 2012 | 84       | 16    |

### Clubes como entrenador
| Club                        | País          | Año             |
| --------------------------- | ------------- | --------------- |
| Wellington Phoenix          | Nueva Zelanda | 2013            |
| Wellington Phoenix Reserves | Nueva Zelanda | 2017 - Presente |
| Wellington Phoenix          | Nueva Zelanda | 2018            |